# Hans Trier Hansen
Hans Trier Hansen (Vallekilde, 1893. május 15. – Hørve, 1980. szeptember 12.) olimpiai ezüstérmes dán tornász.
Az 1912. évi nyári olimpiai játékokon indult tornában és a svéd rendszerű csapat összetettben ezüstérmes lett.
Klubcsapata a Skytterforeningernes Hold volt.